# سیارک ۵۷۸

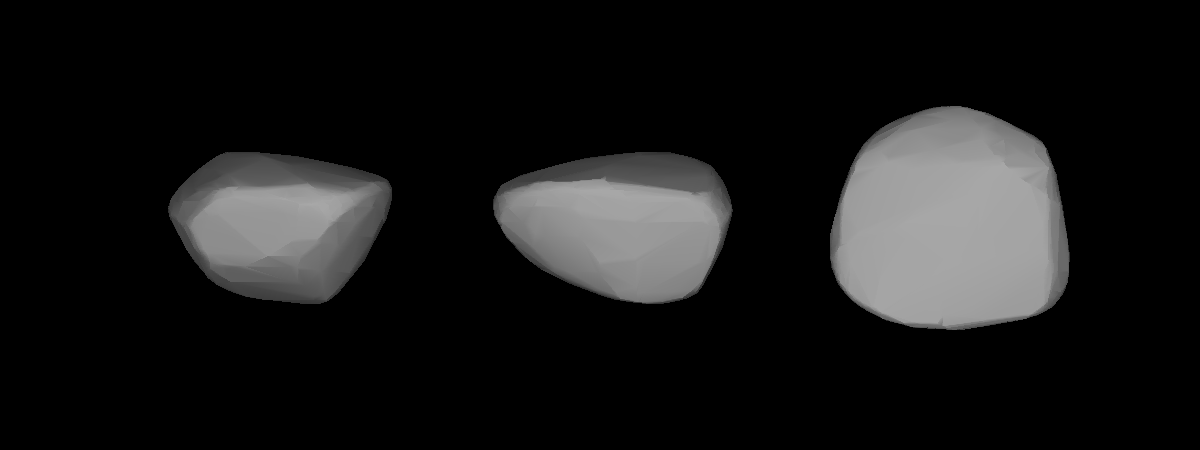
مدل سه‌ بعدی سیارک ۵۷۸.

سیارک ۵۷۸ (به انگلیسی: 578 Happelia، نامگذاری:1905RZ) پانصد و هفتاد و هشتمین سیارک کشف شده‌است که در ۱ نوامبر ۱۹۰۵ و در هایدلبرگ کشف شد.
قدر مطلق سیارک برابر ۹٫۲۰ است.